# چرخند فردی
چرخند بسیار شدید استوایی فردی (انگلیسی: Cyclone Freddy) یک چرخند استوایی در اقیانوس هند در فصل چرحند ۲۰۲۲-۲۰۲۳ بود که به طور استثنایی طول عمر زیادی داشت، بسیار قوی و کشنده بود که طی پنج هفته در فوریه و مارس ۲۰۲۳ رخ داد. این چرخند در میان چرخندهای ثبت شده بیشترین طول عمر را داشته است. این چرخند کشورهای جزایر سوندای کوچک، جزایر ماسکارین، ماداگاسکار، موزامبیک، زیمبابوه، مالاوی، آفریقای جنوبی، اسواتینیو زامبیا را درنوردید و منجر به مرگ ۴۳۵ شد.